# Moritz Julius Spieß

Moritz Julius Spieß

Moritz Julius Spieß (* 9. November 1820 in Seifhennersdorf; † 8. Mai 1897 in Dresden-Striesen) war ein deutscher Lehrer und Heimatforscher des Erzgebirges.

## Leben
Spieß bezog 1834 die Kreuzschule in Dresden, von der er Ostern 1841 an die Universität Leipzig zum Studium der Theologie und Pädagogik abging. Dort war er seit 1843 auch Mitglied der Lausitzer Predigergesellschaft zu Leipzig. Anschließend wirkte er seit 1845 als Hauslehrer in Burkhardtsdorf bei Chemnitz und war dann ab 1848 Direktor einer konzessionierten Privatschule in Buchholz bei Annaberg. Nach seiner Promotion an der Universität Jena war Spieß zunächst seit 1852 fünfter und seit 1859 vierter Oberlehrer an der Realschule in Annaberg. Im Januar 1861 wechselte er als Diakon der Marienkirche nach Pirna, wo er 1869 Archidiakon und Ephorieverweser wurde. Zugleich fungierte er hier als erster Museumsleiter des 1861 begründeten Stadtmuseums. Von 1874 war er Königlicher Bezirksschulinspektor und Schulrat für Chemnitz und die Amtshauptmannschaft Flöha, später von 1877 bis 1893 in gleicher Funktion im Bezirk der Amtshauptmannschaft Annaberg. In Dresden war er Mitglied der Freimaurerloge Zum goldenen Apfel.
Er war erstes Ehrenmitglied des Vereins für Geschichte von Annaberg und Umgebung.
Aus der am 26. Oktober 1852 in Burkhardtsdorf geschlossenen Ehe mit Albertine Schindler sind die drei Kinder Emilie, Moritz Albert (1855–1929) und Berta bekannt.

## Ehrungen
Spieß wurde am 30. September 1892 zum Ehrenbürger der Stadt Annaberg-Buchholz ernannt.

## Schriften
- Aberglauben, Sitten und Gebräuche des sächsischen Obererzgebirges. Ein Beitrag zur Kenntnis des Volksglaubens und Volkslebens im Königreich Sachsen. Kgl. Hofbuchhandlung H. Burdach, Dresden 1862, S. 7–24 (eingeschränkte Vorschau in der Google-Buchsuche).
- Weltgeschichte in Biographien. In drei koncentrisch sich erweiternden Kursen / hrsg. von Moritz Spiess und Bruno Berlet. - Hildburghausen: Nonne. - 3 Teile [1872–1887] (Digitalisat), erschien teilweise in 13 Auflagen.
- Das städtische Museum zu Pirna. In: Pirnaer Anzeiger 54 (1863), Nr. 182, S. 1013; Nr. 184, S. 1021–1022.
- Sächsische Geschichte in Biographien für höhere Schulen: in zwei koncentrisch sich erweiternden Kursen, Hildburghausen 1889.
- Der Gottesacker zu Annaberg. Verlag Ludwig Neuner, Annaberg 1860.